# Cyril Domoraud
Cyril Domoraud (ur. 22 lipca 1971 w Lakota) – piłkarz pochodzący z Wybrzeża Kości Słoniowej. Występuje na pozycji obrońcy. Obecnie jest zawodnikiem klubu Africa Sports.
Jego kariera zawodnicza miała bardzo burzliwy przebieg. Wiele razy, mimo dobrej postawie, musiał opuścić swój dotychczasowy klub ze względu na konflikt z trenerem. Grał m.in. w drużynach: Red Star 93, Girondins Bordeaux, Olympique Marsylia, Inter Mediolan, SC Bastia, AS Monaco, Espanyol Barcelona.
Domoraud był uczestnikiem Mistrzostw Świata 2006. W reprezentacji Wybrzeża Kości Słoniowej wystąpił dotychczas 51 razy.